# Perry Botkin Jr.
Perry Botkin Jr. est un compositeur américain de musiques de films, né le 16 avril 1933 à New York, New York (États-Unis) et mort le 18 janvier 2021.

## Filmographie

### comme compositeur
- 1958 : Meurtre sous contrat (Murder by Contract) d'Irving Lerner
- 1970 : RPM de Stanley Kramer
- 1971 : Bless the Beasts and Children de Stanley Kramer
- 1972 : Alerte à la bombe (Skyjacked) de John Guillermin
- 1972 : Kid Power (série TV)
- 1972 : Ils ne tuent que leurs maîtres (They Only Kill Their Masters) de James Goldstone
- 1973 : Madame Bijoux (en) (Lady Ice)
- 1973 : Adam's Rib (en) (série TV)
- 1978 : En route vers le sud (Goin' South)
- 1979 : Pleasure Cove de Bruce Bilson (téléfilm)
- 1979 : When She Was Bad... (TV)
- 1980 : The Golden Moment: An Olympic Love Story (TV)
- 1981 : Tarzan, l'homme singe (Tarzan, the Ape Man) de John Derek
- 1982 : Ziggy's Gift (en) (TV)
- 1983 : Pris au piège (en) (Dance of the Dwarfs)
- 1984 : Douce nuit, sanglante nuit (Silent Night, Deadly Night)
- 1986 : Weekend Warriors
- 1988 : Windmills of the Gods (en) (TV)
- 1992 : Les Routes de la liberté (The Sands of Time) (TV)